# Трапезасти мишић
Трапезасти мишић (лат. musculus trapezius) је парни мишић, који припада површинској групи леђне мускулатуре и задње стране врата. То је широк, пљоснат и троугласт мишић са базом окренутом ка кичменом стубу.
Припаја се на потиљачној кости, задњој вратној вези (лат. ligamentum nuchae) и ртним наставцима седмог вратног и првих десет грудних кичмених пршљенова. Одавде се мишићна влакна простиру ка задњој ивици кључне кости и лопатици (тачније акромиону и лопатичном гребену).
Инервација је двојна, слично стерноклеидомастоидном мишићу, а одвија се преко спољашње гране помоћног живца и гранчица из вратног живчаног сплета. Дејство му углавном зависи од тачке ослонца и од тога да ли се ради о обостраној или унилатералној контракцији. Основна функција трапезастог мишића је опружање (екстензија) главе, подизање рамена и међусобно приближавање лопатица.